# Salgaocar FC

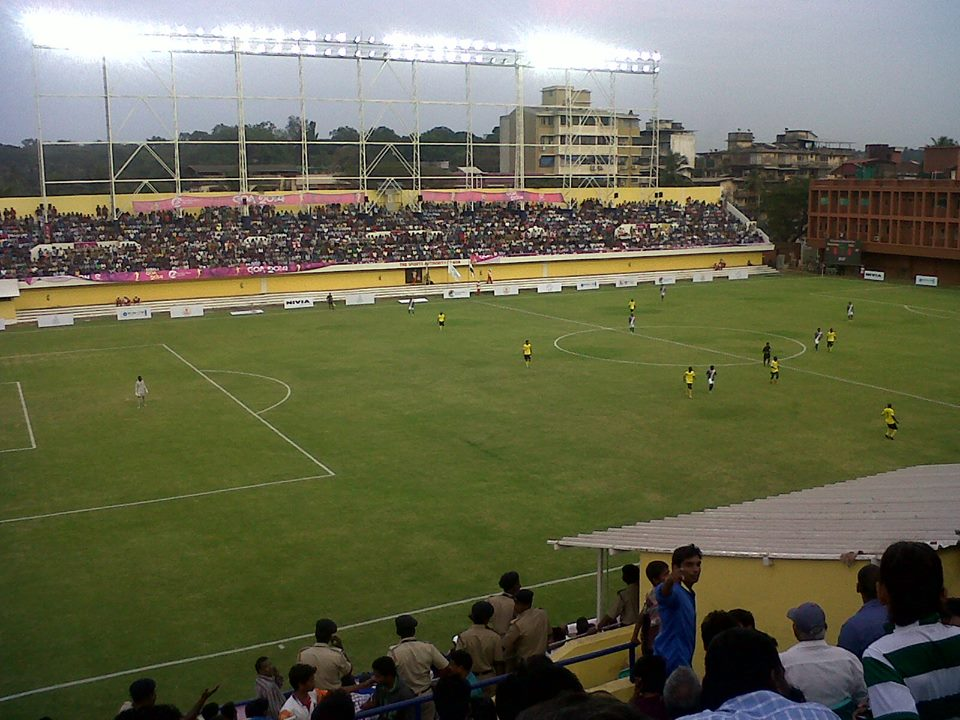
Stadion Tilak Maidan

Salgaocar Football Club je indický fotbalový klub z města Vasco da Gama ve státě Goa založený roku 1956. Letopočet založení je i v klubovém emblému. Je vlastněn společností Salgaocar. Domácím hřištěm je stadion Tilak Maidan s kapacitou 7 000 míst. Klubové barvy jsou zelená a bílá.

## Úspěchy
- 1× vítěz National Football League (1998/99)[1]
- 1× vítěz I-League (2010/11)[1]
- 4× vítěz Federation Cupu (1988, 1989, 1997, 2011)[2]
- 2× vítěz indického Superpoháru (1998, 1999)[3]